# سينما ستي نابلس
سينما ستي نابلس، دار عرض سينمائي ومسرحي في مدينة نابلس في فلسطين ، افتتحت عام 2009 وأغلقت بعد مصاعب مالية عام 2019.

## السينما
افتتحت السينما في عام 2009 في مبنى المجمع التجاري الجديد، وهو مركز تسوق من عشرة طوابق أنشئ في وسط المدينة، وهي أول دار سينما تفتح أبوابها هناك منذ إغلاق دور العرض السينمائي في الانتفاضة الأولى،  وكانت تقدم أربعة عروض يوميًا من الأفلام العالمية والعربية، كما أقيمت فيها عروض سينمائية خاصة وفعاليات نظمتها شركات التجارية وحفلات اجتماعية خاصة.
أغلقت السينما بسبب خسائرلمالية عالية بلغت الـ200 ألف دولار أمريكي من الخسائر المالية، وعزا صرح صاحب المشروع، مروان المصري فشل السينما إلى ضعف الاقبال من الجمهور وعدم وجود قانون محلي يحمي حقوق ملكية الأفلام.

## روابط خارجية
- موقع مدينة السينما